# Templet i Stockholm
Templet i Stockholm är ett tempel som tillhör mormonsamfundet Jesu Kristi kyrka av sista dagars heliga i Sverige. Liksom alla tempel betraktas det av dess medlemmar som en helig plats i vilken bara värdiga medlemmar i kyrkan får gå in. Det ligger i Västerhaninge inom Haninge kommun, cirka 23 kilometer söder om centrala  Stockholm. Templet är det äldsta av tre tempel i Norden, de övriga finns i Helsingfors och Köpenhamn.
Templet i Stockholm invigdes av Gordon B. Hinckley den 2 juli 1985. Det betjänar medlemmar i kyrkan från Norge, Lettland och Sverige och är 1 348 kvadratmeter stort. Efter att templet hade invigts ändrade kommunen namnet på vägen, där templet finns, till Tempelvägen. I anslutning till byggnaden finns ett gästhem.
Templet är avsett för medlemmar i Stockholms stav, Stockholms södra stav, Oslo stav, Norgemissionen och Sverigemissionen.
I januari 2024 började en omfattande ombyggnation, som i praktiken innebär att templet rivs ned helt och återbyggs, med måldatum att vara klart någon gång 2027.

## Innan templet
Innan templet invigdes behövde de skandinaviska medlemmarna i kyrkan resa ner till templet i Bern i Schweiz som fram till dess var det närmaste templet.
Ursprungligen var det tänkt att det nya templet skulle byggas i Botkyrka kommun med tanke på det höga antal medlemmar som på den tiden bodde där. I samband med templets invigning i Västerhaninge (1985) valde många medlemmar att flytta till Haninge kommun.

## Bilder

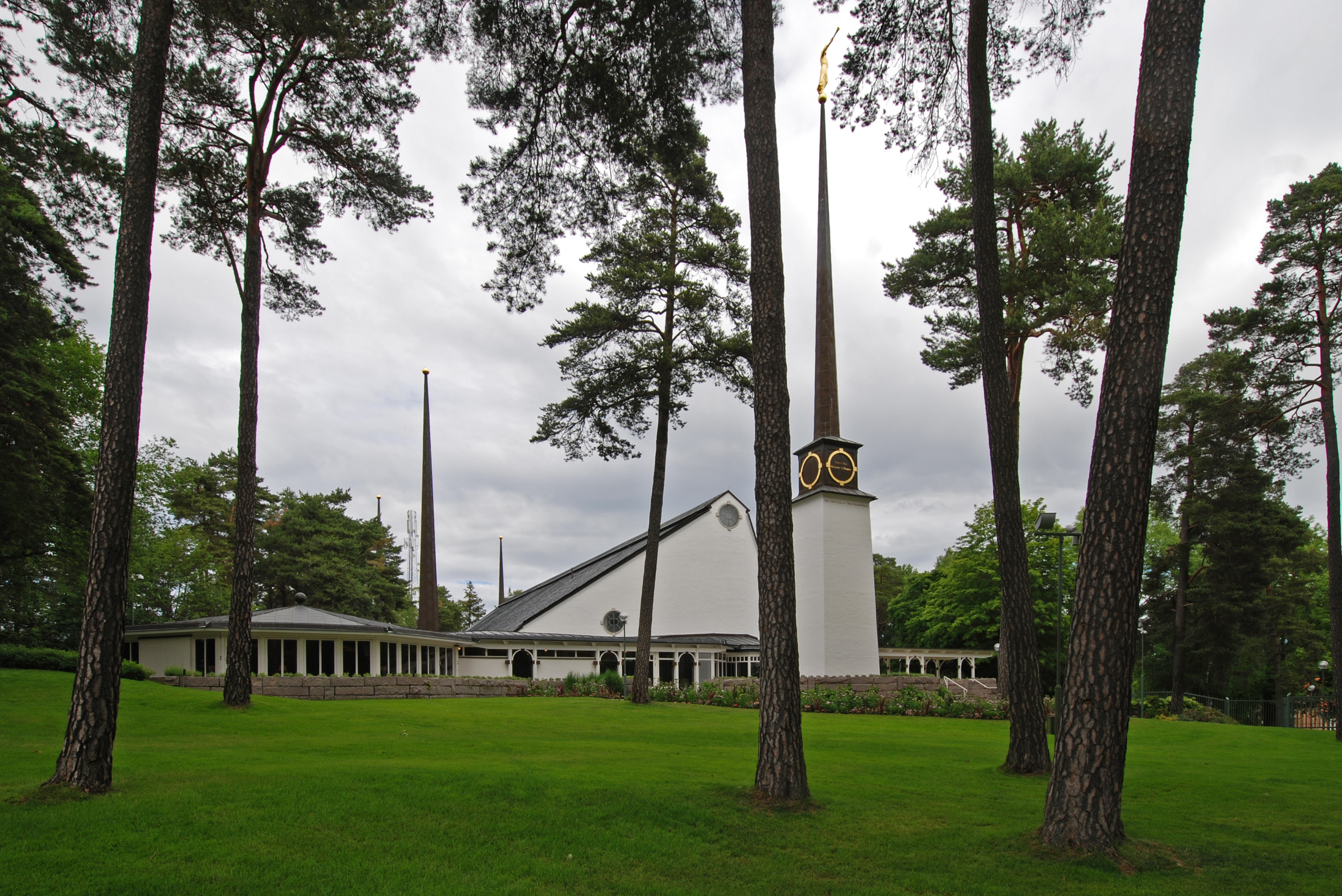
Vy från sydväst.
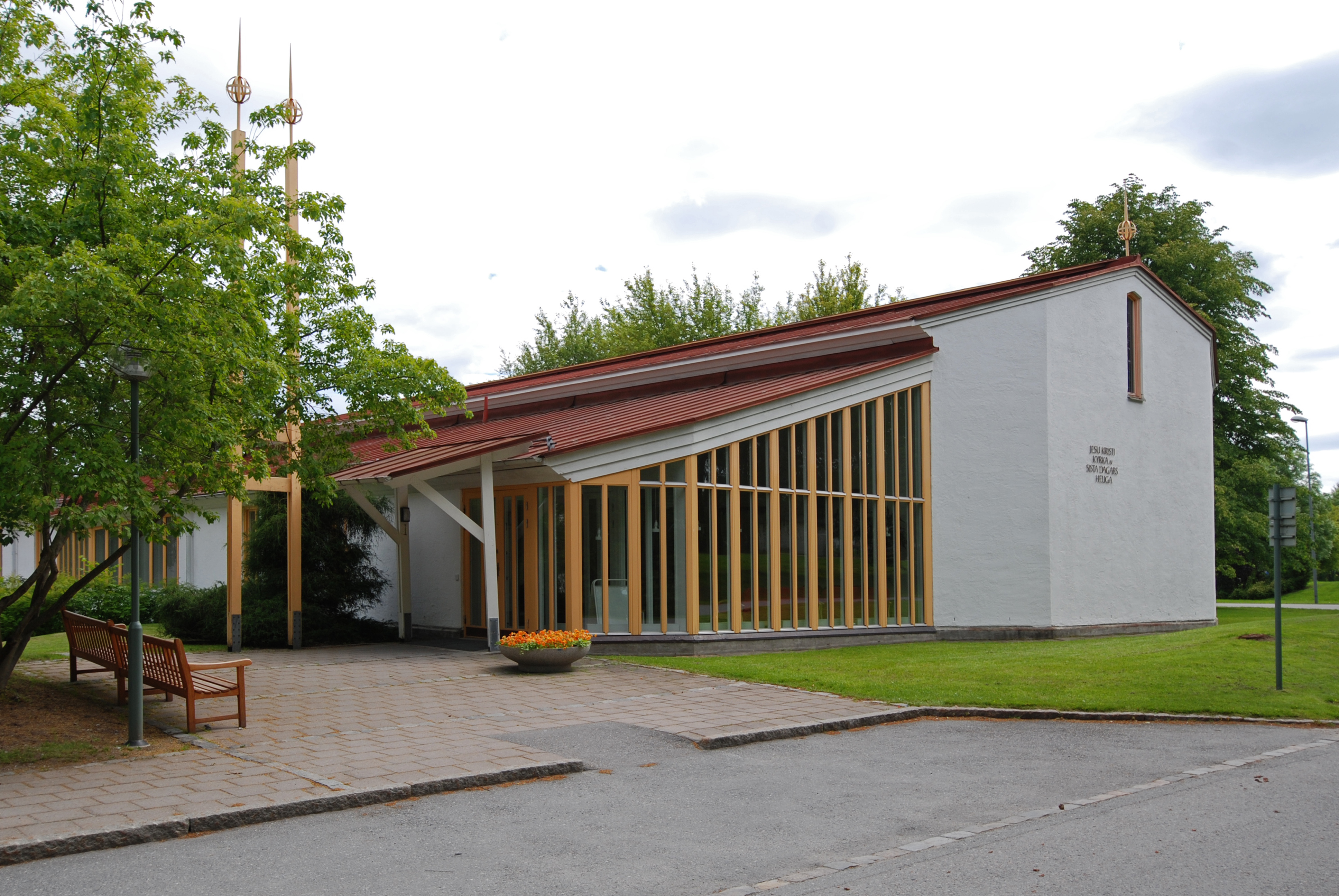
Möteshuset
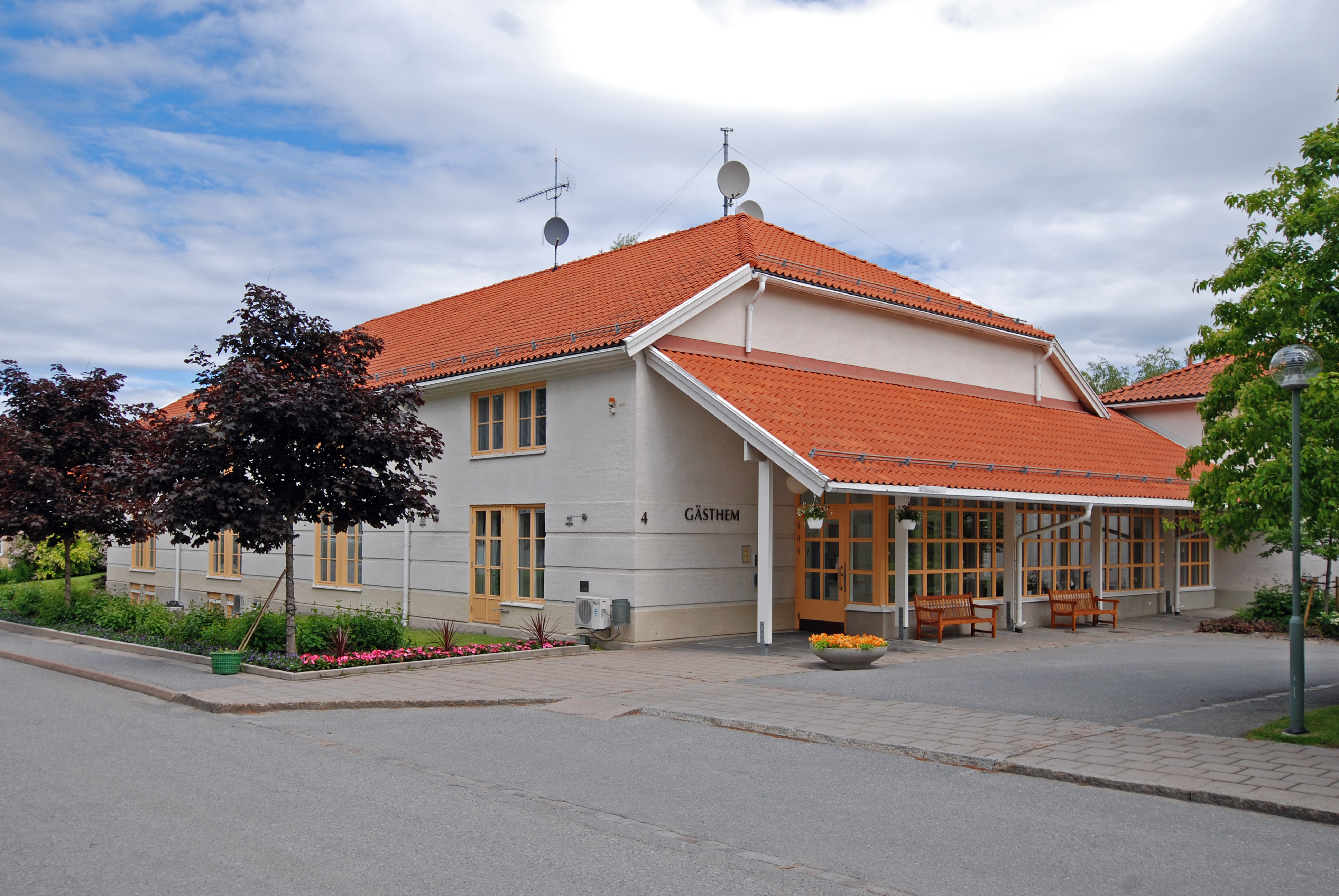
Gästhemmet.